# Marco Damghani
Marco Damghani (* 1992 in Hamburg) ist ein deutscher Autor, Regisseur und Aktivist iranischer Herkunft.

## Leben
Marco Damghani wuchs in Hamburg auf und studierte Schauspielregie an der Hochschule für Schauspielkunst Ernst Busch sowie am National Institute of Dramatic Art in Sydney.
Bereits während des Studiums inszenierte er unter anderem am Berliner Ringtheater.
Sein erstes Stück als Autor, Die Leiden des Jungen Azzlack, das er selbst am Schauspiel Leipzig inszenierte, gewann den Publikumspreis und „Preis der Schüler*innen (sic!)-Jury“ bei der „Woche Junger Schauspielerinnen und Schauspieler“ in Bensheim und den Theaterpreis ‚Der Faust‘ in der Kategorie „Darsteller:in Theater für junges Publikum“. In der Folge inszenierte er am Kasemattentheater Luxemburg sowie an der Universität der Künste Berlin.
Im Jahr 2022 übernahm er die Uraufführung seines zweiten Stücks Anouk & Adofa, das erneut am Schauspiel Leipzig Premiere feierte und 2023 als Gastspiel am Deutschen Theater Berlin aufgeführt wurde. Außerdem veröffentlichte er die Hörspielreihe König der Könige, die sich mit der Geschichte Persiens auseinandersetzt.
2024 folgte eine Bühnenadaption von Hendrik Bolz’ Nullerjahre, für die Damghani die Textfassung selbst schrieb. Am Maxim Gorki Theater inszenierte er die Uraufführung von Juri Sternburgs Stück ENDGAME24.
Im März 2024 erschien sein Debütroman Die Insel Sertralin beim Jaron Verlag.
Damghani moderiert und organisiert den Digger Slam, einen Poetry Slam in Hamburg-Bramfeld und gibt Workshops in Kreativem Schreiben.

## Aktivismus
Marco Damghani ist Gründungs- und Vorstandsmitglied von Stabiler Rücken e.V., einem Verein, der sich für die Belange von BI*PoC und jüdischen Personen im Theater- und Filmbereich einsetzt. Er nimmt in dieser Funktion regelmäßig an Debatten zum Thema teil.